# Molgula malvinensis
Molgula malvinensis is een zakpijpensoort uit de familie van de Molgulidae. De wetenschappelijke naam van de soort is voor het eerst geldig gepubliceerd in 1938 door Arnback.